# Kedves István (püspök)
Csíkszentddomokosi Kedves István (Csíkszentdomokos, 1782. február 10. – Kolozsvár, 1864. július 14.) címzetes püspök, országgyűlési követ, apát, kanonok.

## Élete
1806. március 24-én szentelték miséspappá és segédlelkész volt Kolozsvárt. 1808-tól plébános Gyergyóremetén, 1817-ben Alfaluban és szentszéki jegyző, 1825-ben alesperes, 1826-ban esperes, 1830-ban udvarhelyi plébános, gimnáziumi igazgató, címzetes kanonok. Ugyanazon évtől kezdve a kolozsvári Szent Mihály-templom plébánosa, károlyfehérvári kanonok, a kolozsmonostori hiteles levéltár káptalani őre és több országgyűlésen követe, kolozs-dobokai főesperes, elemi tanfelügyelő és könyvvizsgáló, 1836-ban boldogasszonyról nevezett salamoni apát, 1849-ben ideiglenes helyettes püspök.
A Szent Mihály-templom plébánosaként fő mozgatója volt az új torony építését célzó kezdeményezésnek. 

## Munkája
- Halotti beszéd, melyet a császári és apostoli király első Ferencz ő felségének ... 1835. márcz. 26. a kolozsvári piaczi római kathol. anyatemplomban megadni kezdett egyházi szertartásos utolsó tisztességtétele napján mondott. Kolozsvár.